# Deadsoil
Deadsoil war eine Metalcore-Band aus dem Raum Koblenz, Rheinland-Pfalz. Bestehend teilweise aus (ex)Mitgliedern von Bands wie Night in Gales, Copykill, Caliban und Heaven Shall Burn.

## Geschichte
Die Band wurde gegen Ende des Jahres 2002 von Gitarrist Boris Pracht und Schlagzeuger Christian Bass gegründet. Die Band gründete sich durch die Auflösung der Band Copykill. Schlagzeuger Bass stieg zudem aus der Band Night in Gales aus. Ihren ersten Auftritt hatte die Band im Februar 2003. Es folgte eine Tour mit Poison the Well. Es folgten weitere Auftritte um Bands wie Hatebreed, The Haunted, Dew-Scented oder Darkest Hour zu unterstützen. Die Band spielte zudem nicht nur in Deutschland, sondern auch in Österreich, die Niederlande, Belgien, die Schweiz und Spanien.
Im Juni 2003 nahm die Band die EP Forever the Enemy bei Poisonfree.com Records auf. Die EP wurde später über Tribunal Records in den USA veröffentlicht. Gegen Ende 2003 unterschrieb die Band bei dem deutschen Label Lifeforce Records. Kurz vor de Aufnahmen trat Gitarrist Jens Basten (vorher bei Night in Gales tätig) der Band bei. Das Debütalbum namens The Venom Divine wurde im Mai 2004 in den Berno Studios in Malmö, Schweden, aufgenommen. Das Album wurde im August in Europa veröffentlicht, später auch in den USA, Japan und Australien. Bastardized Records veröffentlichte eine limitierte Auflage des Albums auf Schallplatte. Videoaufnahmen für das Lied History Retold folgten kurz nach der Veröffentlichung. Danach ergab sich die New Born Hate-Tour im August mit Hatesphere und Born from Pain. Zudem spielte Deadsoil eine kleine Tour mit der Band Terror.
Im Februar 2005 folgte eine Tour durch die USA zusammen mit The Warriors, Calico System und Reflux. Im Mai spielte die Band auf der We Are the Enemy-Tour zusammen mit Destiny und By Night. Im selben Jahr spielte die Band auf dem Exit-Festival in Serbien, sowie in Ungarn und Dänemark.
Im Januar 2006 betrat die Band wieder das Studio, um das nächste Album Sacrifice aufzunehmen. Es wurde in den Principal Studios in Senden, Deutschland, von Vincent Sorg aufgenommen. Abgemischt wurde das Album von Jean-Francois Dagenais (Kataklysm) und gemastert von Alan Douches von West West Side Music, Tenafly, New Jersey. Danach folgte eine Tour durch Großbritannien zusammen mit The Black Dahlia Murder. Im Mai 2006 veranstaltete Deadsoil zusammen mit Illdisposed eine Tour durch Europa. Die Band trat im selben Jahr auf dem With-Full-Force-Festival auf. Ein Jahr später begann die Band mit dem Schreiben und dem Aufnehmen von neuen Stücken und hielt eine Tour durch Deutschland und Österreich zusammen mit Machinemade God und Koroded. ab.
Im Jahr 2009 löste sich die Band aufgrund einiger Wechsel – vor allem durch das Ausscheiden von Gitarrist Jens Basten – auf.

## Stil
Besonders charakteristisch ist der Abwechslungsreichtum der Stücke. Schnelle und langsame Passagen stehen in einem Wechsel, wie auch gesungene Passagen und Shouts. Auch wechseln die Lieder stark zwischen aggressiven und ruhigen Passagen.

## Diskografie
- 2002: Demo
- 2003: Forever the Enemy (EP, Poisonfree.com Records / Tribunal Records (USA))
- 2004: The Venom Divine (Album, Lifeforce Records / Bastardized, Gods Child, Crusade)
- 2006: Sacrifice (Album, Lifeforce Records)